# Ngọc lưu ly
Lapis lazuli (/ˈlæpɪs ˈlæzjuːli, -laɪ/), còn gọi tắt là lapis, hay ngọc lưu ly, là một đá biến chất màu lam đậm, được dùng như đá bán quý có giá trị cao từ thời cổ đại nhờ vào màu sắc rực rỡ của nó.
Từ khoảng đầu thiên niên kỷ 7 TCN, lapis lazuli đã được khai thác tại khu mỏ Sar-i Sang ở Shortugai (ngày nay thuộc tỉnh Takhar) và các mỏ khác ở tỉnh Badakhshan đông bắc Afghanistan ngày nay.
Lapis lazuli rất được ưa chuộng tại văn minh lưu vực sông Ấn (3300-1900 TCN). Các cổ vật làm từ lapis lazuli có niên đại khoảng 7570 TCN đã được tìm thấy tại di tích Bhirrana cổ xưa nhất trong khu vực. Hạt lapis được tìm thấy trong các phần mộ thời kỳ đồ đá mới ở di tích Mehrgarh (ngày nay thuộc Pakistan), dãy Kavkaz, cho đến tận Mauritanie ở Tây Phi. Nó cũng được sử dụng trong mặt nạ của Tutankhamun (1341-1323 TCN).
Vào cuối của thời trung cổ, lapis lazuli bắt đầu được xuất khẩu sang châu Âu, tại đây nó được nghiền thành bột để làm màu lam sẫm, loại màu vẽ cao cấp và đắt tiền nhất trong các sắc lam. Màu lam sẫm được nhiều họa sĩ lớn trong thời kì Phục hưng và Baroque sử dụng, như Masaccio, Perugino, Titian và Vermeer, và thường được dành riêng để lên màu quần áo của nhân vật trung tâm trong các bức tranh, đặc biệt là Trinh nữ Maria.
Ngày nay, vùng mỏ Đông Bắc Afghanistan vẫn là một nguồn khai thác lapis lazuli quan trọng. Nó cũng được khai thác tại các mỏ phía tây Hồ Baikal ở Nga, và ở dãy núi Andes ở Chile, cùng với một số lượng nhỏ khác đến từ Angola; Argentina; Myanmar; Pakistan; Canada; Ý, Ấn Độ; và Mỹ.

## Từ nguyên
Lapis trong tiếng Latin có nghĩa là "đá", còn lazuli là một dạng của từ lazulum trong tiếng Latin trung đại, có nguồn gốc từ tiếng Ả Rập لاجورد lājaward, bắt nguồn từ لاجورد lājevard trong tiếng Ba Tư, có nghĩa là "bầu trời" hay "trời/ thiên giới". Trong lịch sử, lapis lazuli cũng được khai thác ở vùng Lājevard, Ba Tư cổ. Từ mối liên hệ này, Lazulum là nguồn gốc của các từ mang nghĩa "màu xanh/ xanh lam" trong nhiều ngôn ngữ, như azul trong tiếng Tây Ban Nha và tiếng Bồ Đào Nha, azzurro trong tiếng Ý, azure trong tiếng Pháp và tiếng Anh.

## Khoa học và ứng dụng

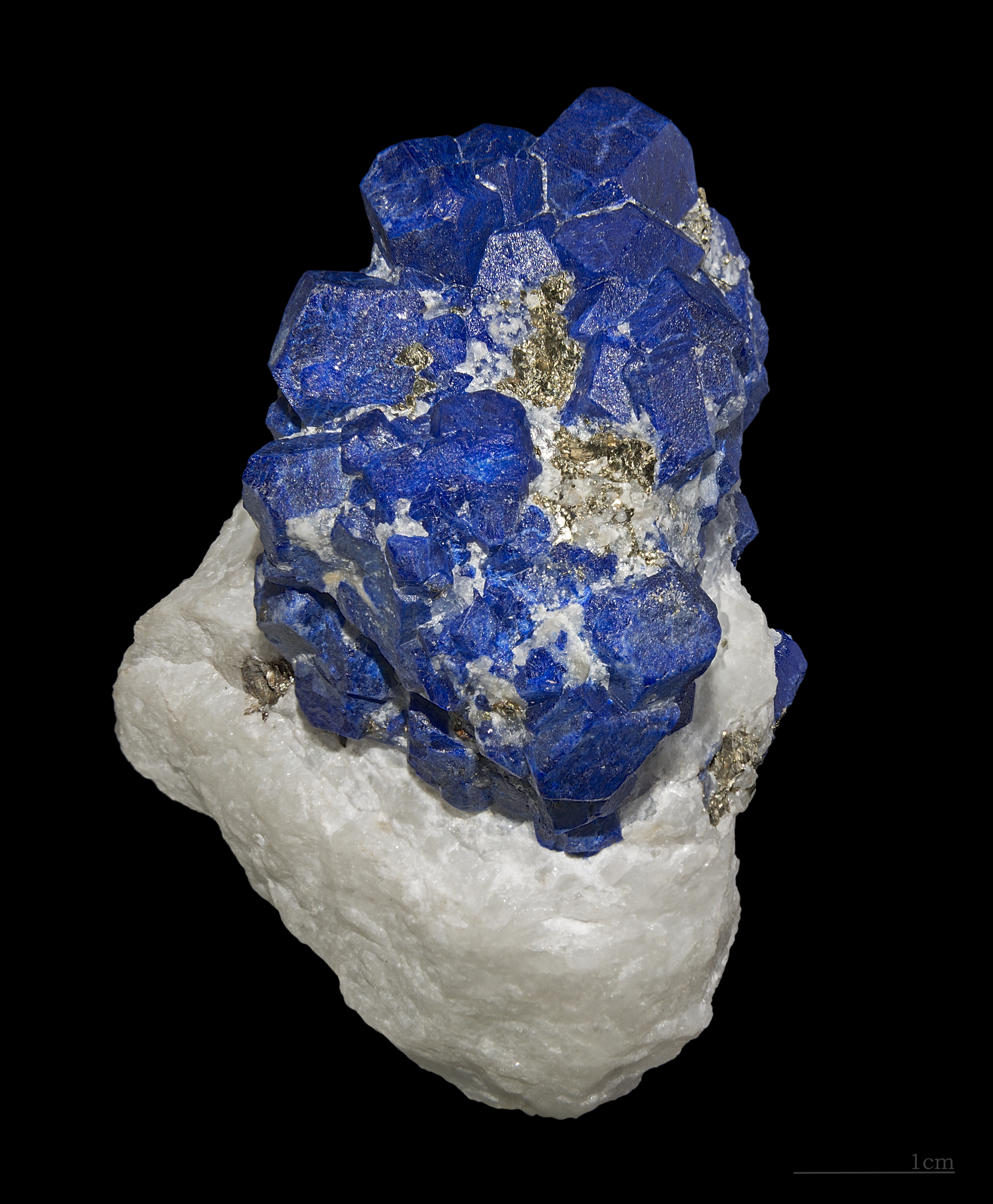
Mẫu vật từ mỏ Sar-i Sang ở Afghanistan, nơi khai thác lapis lazuli từ thiên niên kỷ thứ 7 TCN
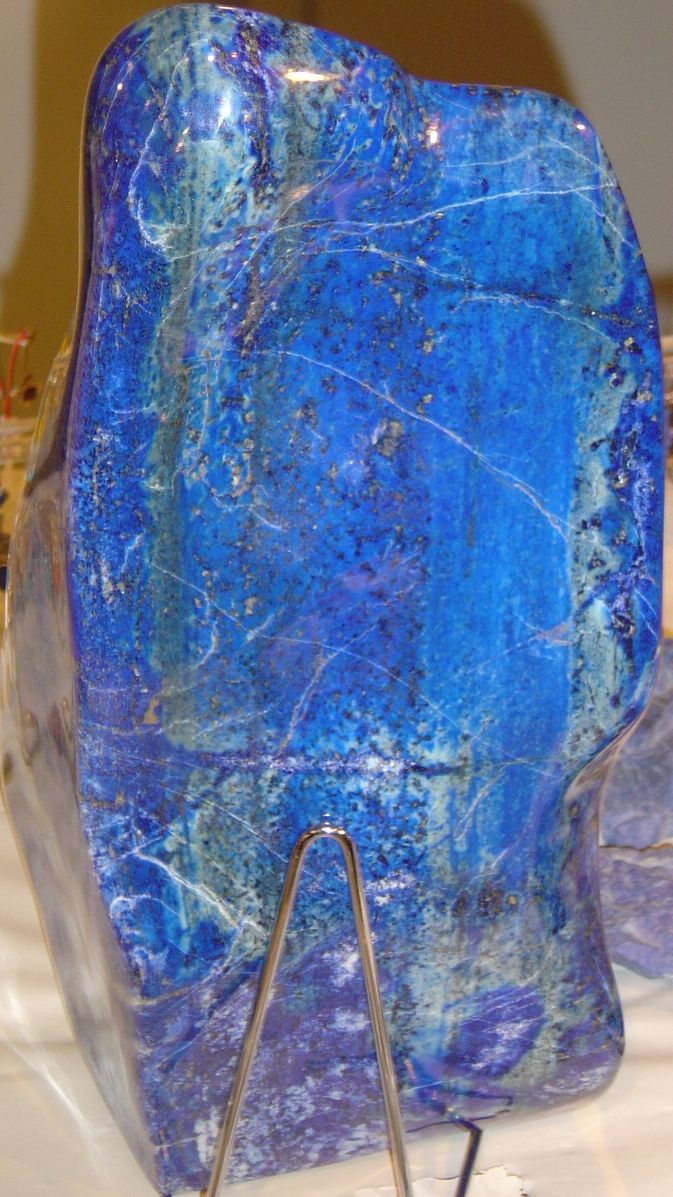
Một khối lapis lazuli được đánh bóng
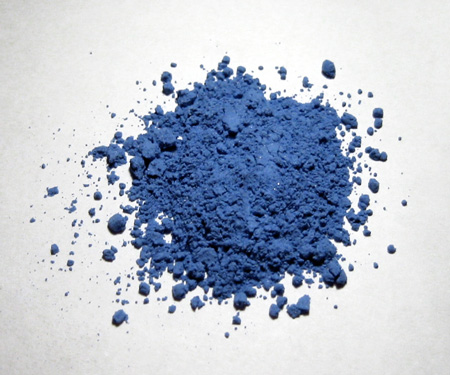
Bột màu lam sẫm làm từ lapis lazuli. Sắc xanh đắt tiền nhất ở thời Phục hưng, thường được dành riêng để lên màu y phục của Thiên thần hoặc Trinh nữ Mary
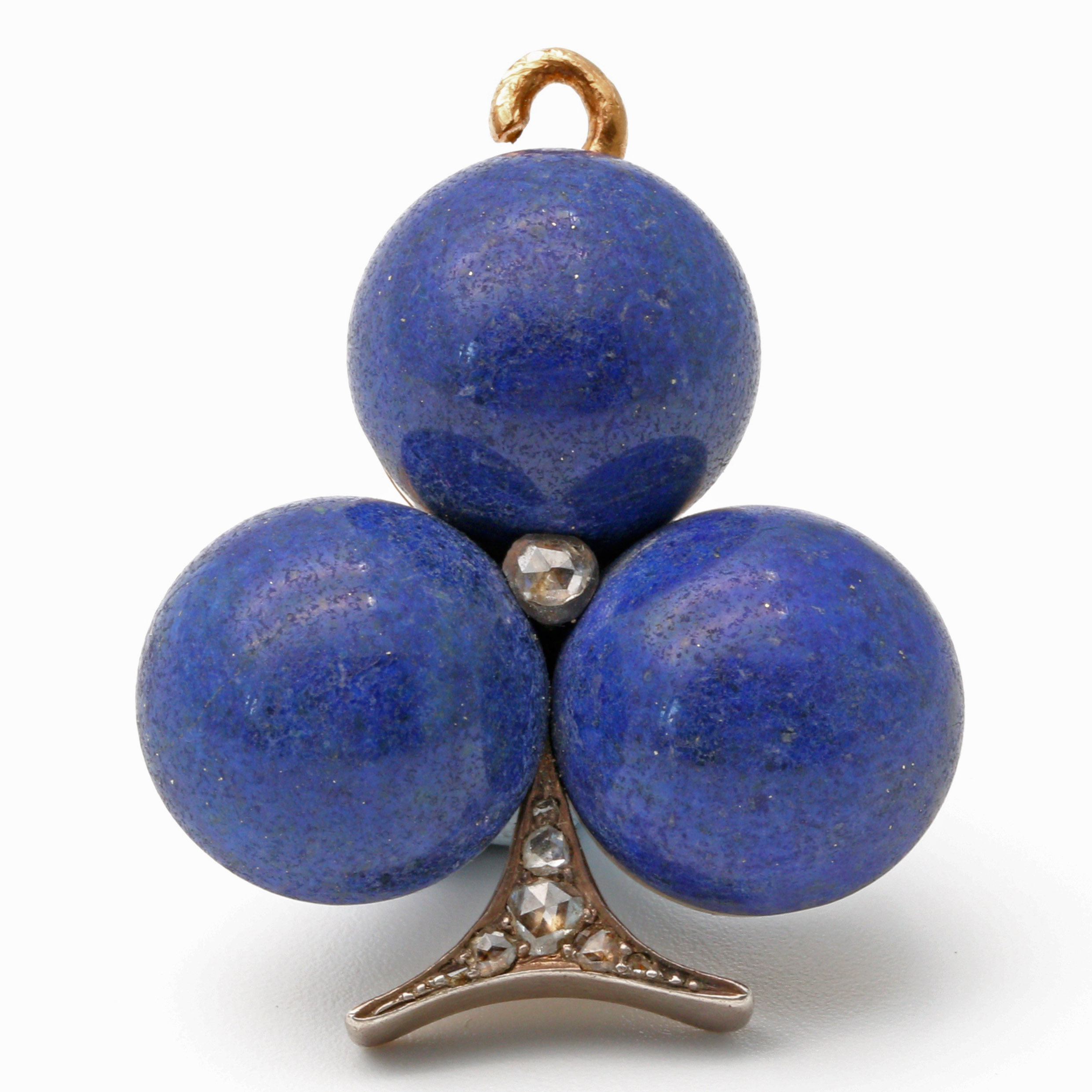
Mặt dây chuyền gắn lapuli lapuli và kim cương thế kỷ XIX

### Thành phần
Thành phần quan trọng nhất của lapis lazuli là lazurit (25% đến 40%), một loại khoáng chất silicat feldspathoid có công thức (Na,Ca)8(AlSiO4)6(S,SO4,Cl)1-2. Hầu hết lapis lazuli cũng chứa calci (màu trắng), sodalit (màu xanh), và pyrit (màu vàng kim). Một số mẫu lapis lazuli có chứa augit, diopside, enstatit, mica, hauynit; hornblend, nosean và loellingit geyerit giàu lưu huỳnh.
Lapis lazuli thường xuất hiện trong đá cẩm thạch tinh thể do quá trình biến chất tiếp xúc.

### Trong thế giới cổ đại

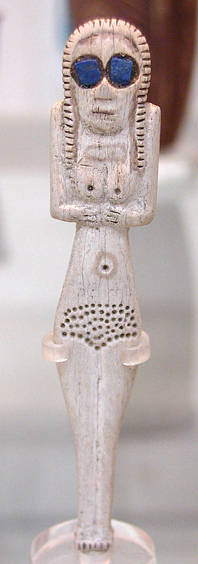
Hình thể người phụ nữ Naqada I (Ai Cập), khoảng 3700 năm trước Công nguyên. Hài cốt với lớp phủ Lapis ở Badakhshan.

## Gallery

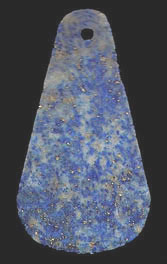
Mặt đá trang sức bằng lapis lazuli. Lưỡng Hà k. 2900 TCN.
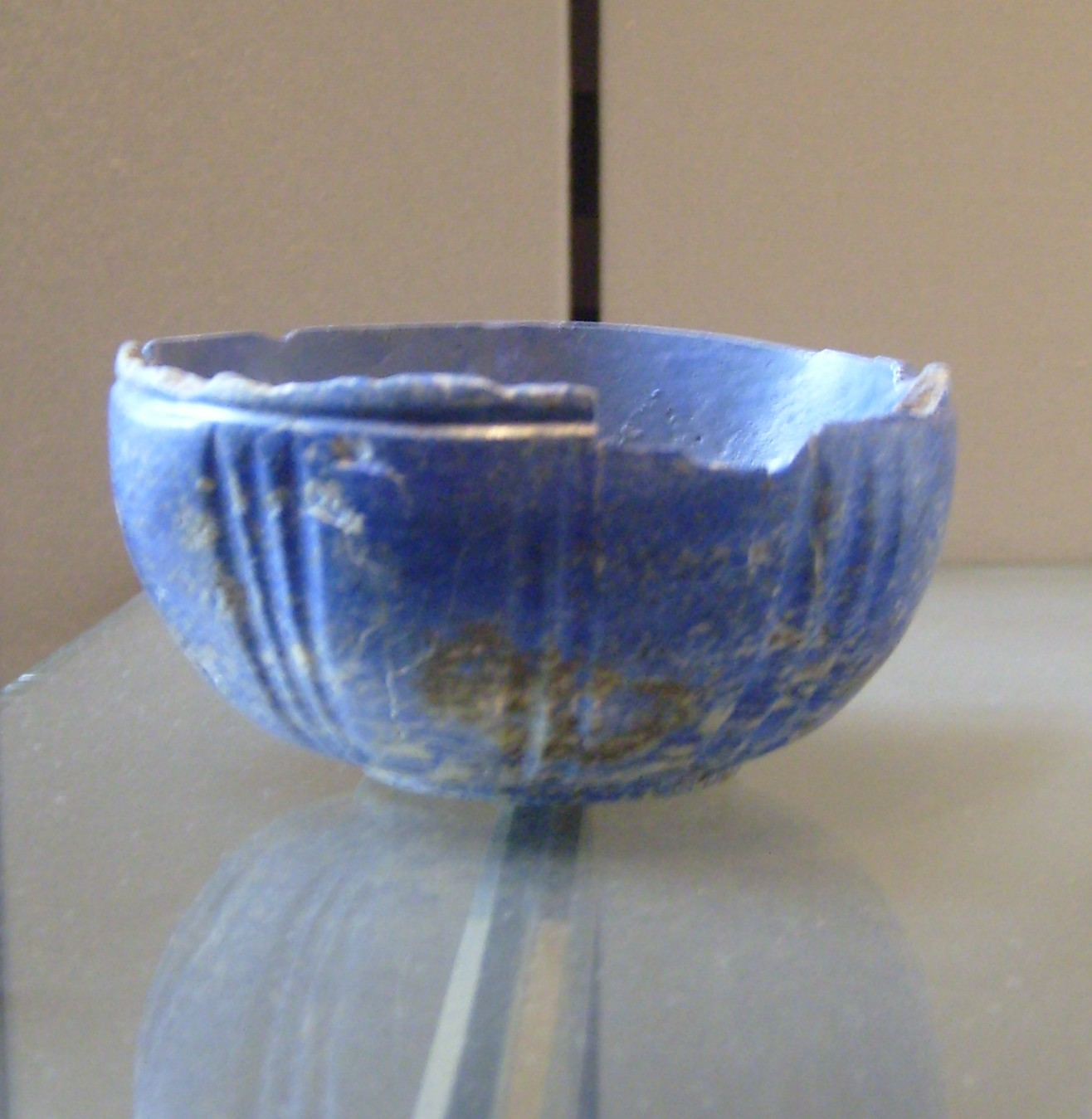
Một cái bát lapis lazuli ở Iran (k. cuối thiên niên kỷ 3 - đầu thiên niên kỷ 2 TCN)
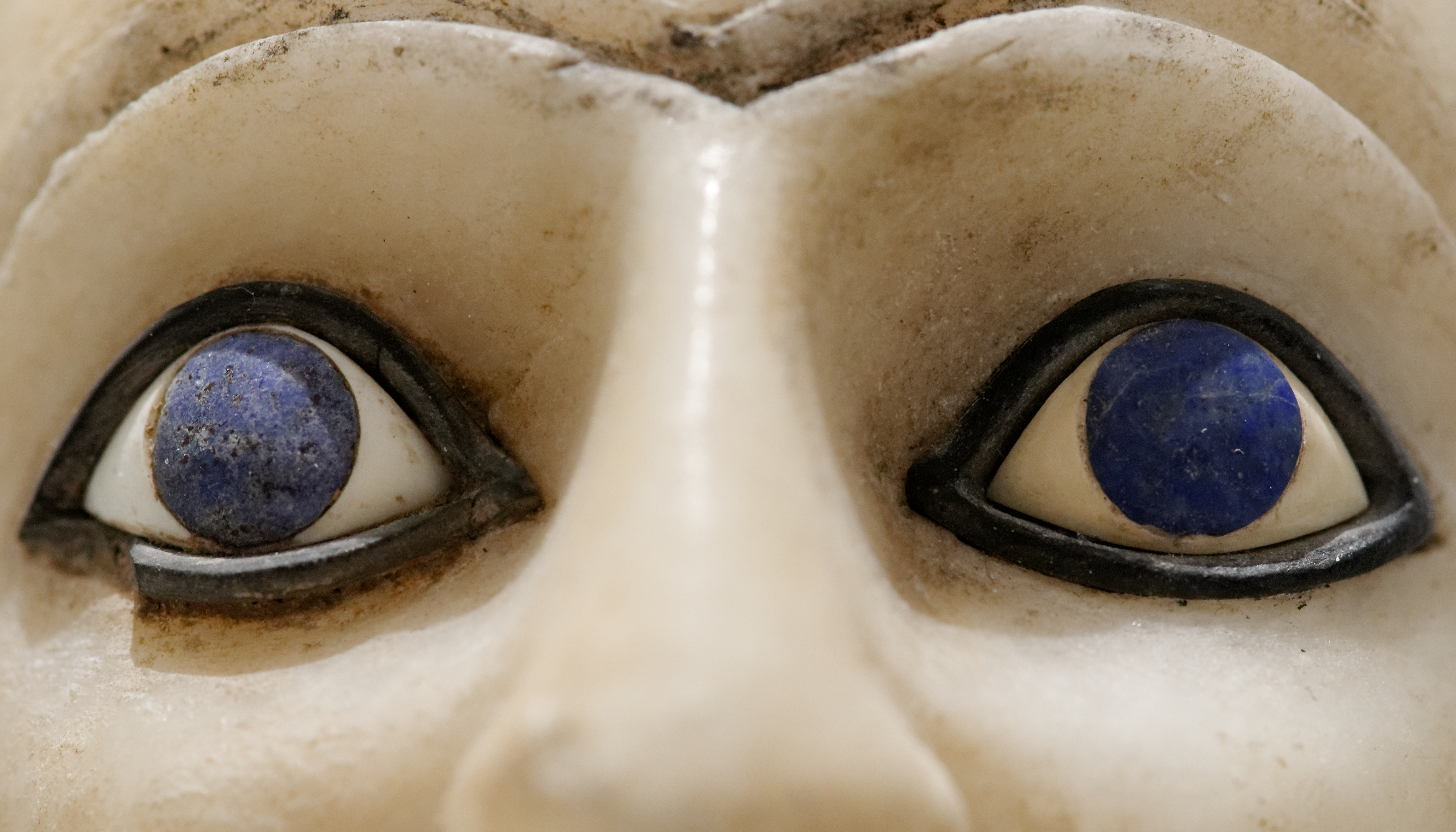
Bức tượng Ebih-Il khoảng thế kỷ 25 TCN với tròng mắt khảm lapis lazuli
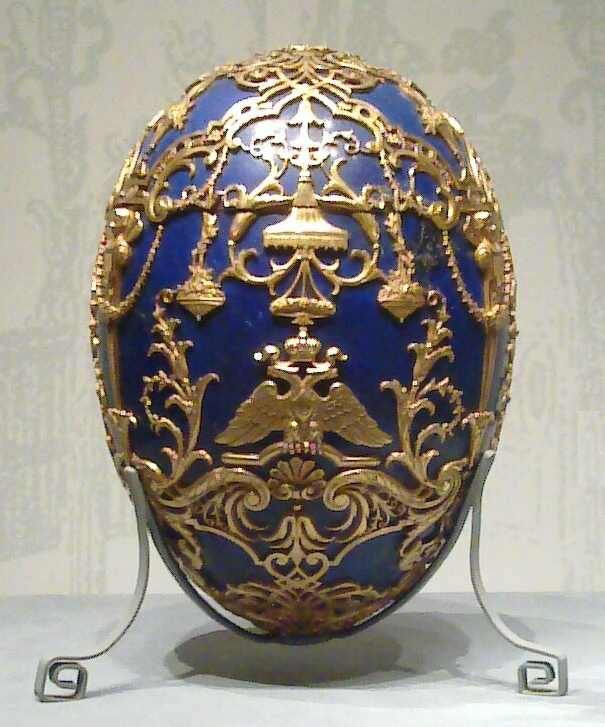
Tsarevich (trứng Fabergé). Các họa tiết vàng bao phủ các khớp, làm cho trứng trông như thể nó được chạm khắc từ một khối duy nhất của lapis lazuli
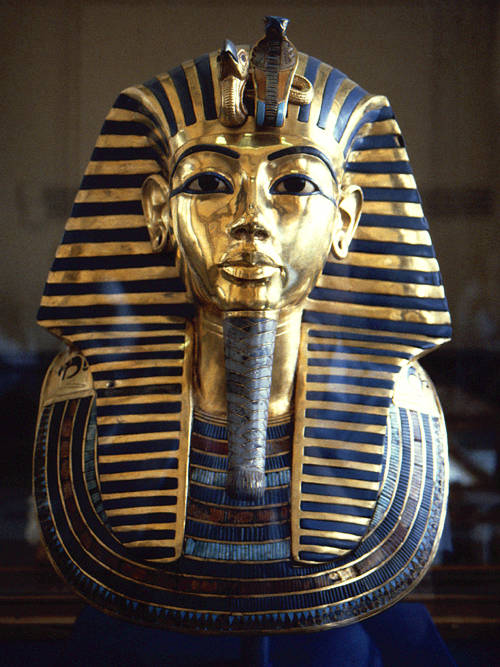
Mặt nạ của Tutankhamun (1341-1323 TCN). Chi tiết lông mày được khảm bằng lapis lazuli.
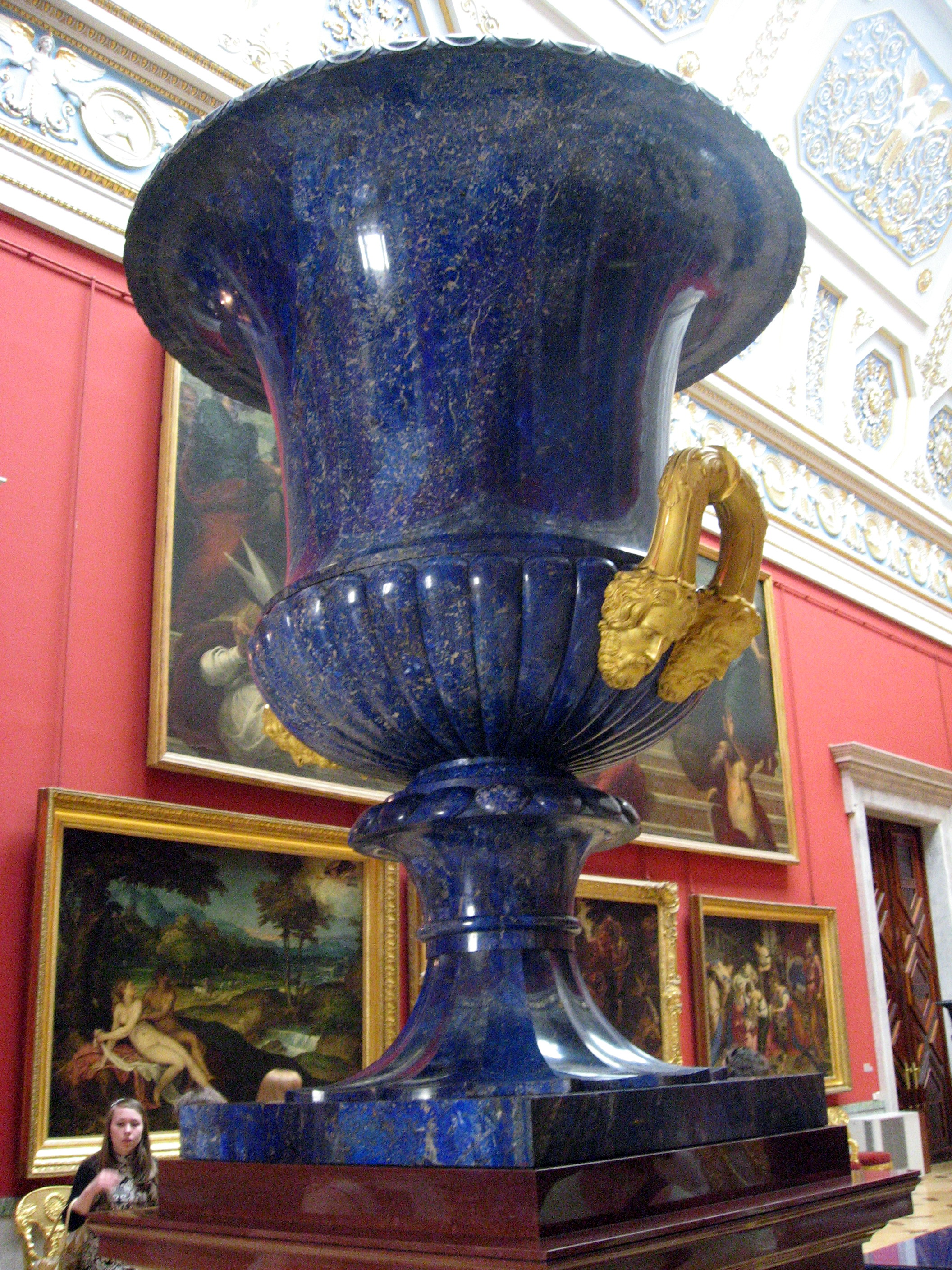
Bình làm từ lapis lazuli, cao 2m. Bảo tàng Nhà nước Hermitage ở Saint Petersburg, Nga. Thế kỷ 19.
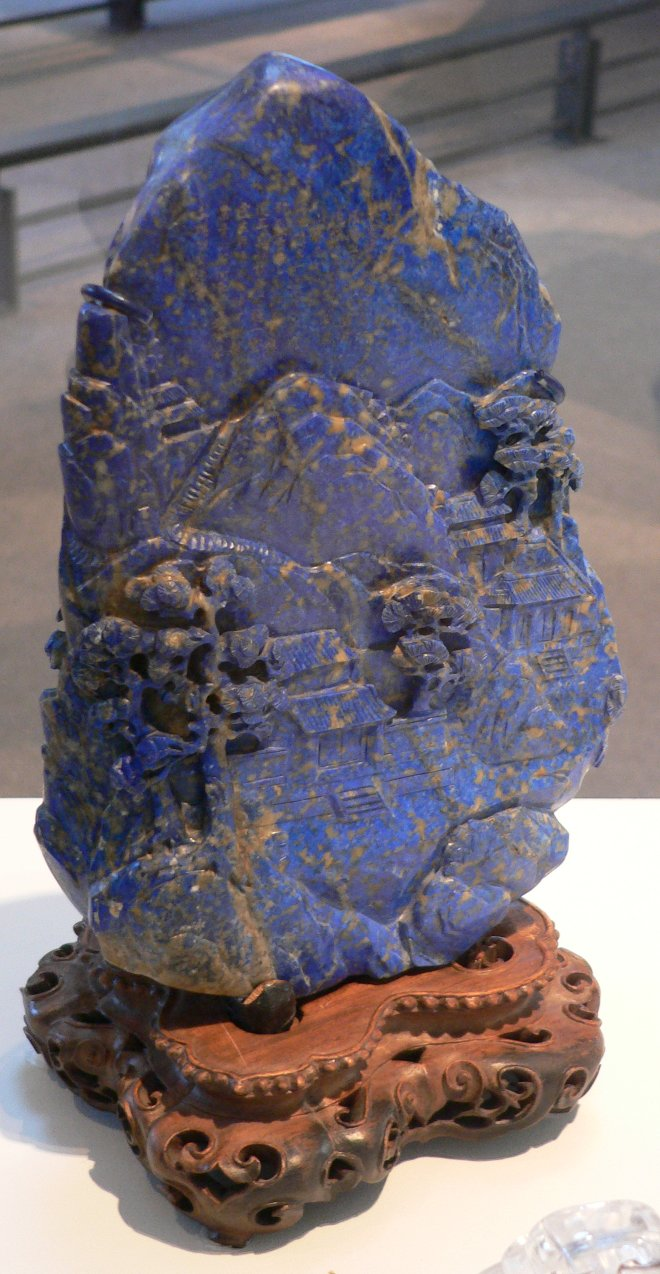
Tranh sơn thủy khắc trên lapis lazuli, thời nhà Thanh, Trung Quốc (1644-1912).
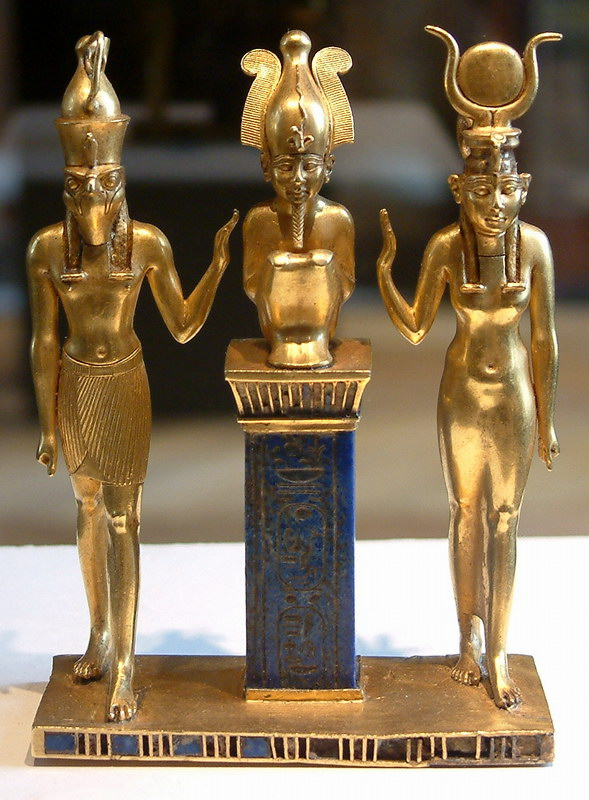
Osiris trên trụ lapis lazuli ở giữa, được canh giữ bởi Horus bên trái và Isis bên phải, triều đại thứ 22, Louvre.
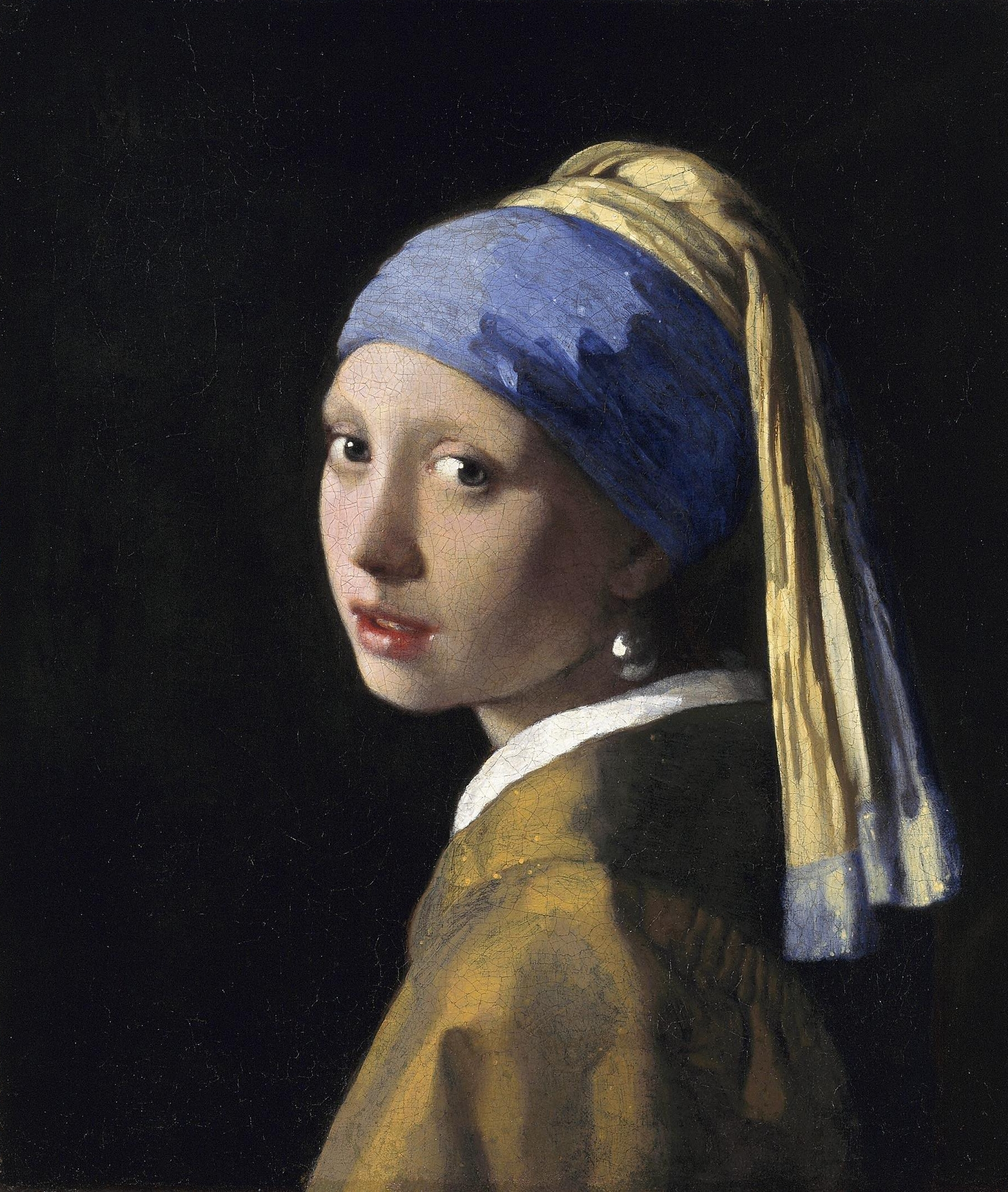
Cô gái đeo hoa tai ngọc trai (1665) của Johannes Vermeer, sử dụng màu lam sẫm làm từ lapis lazuli.
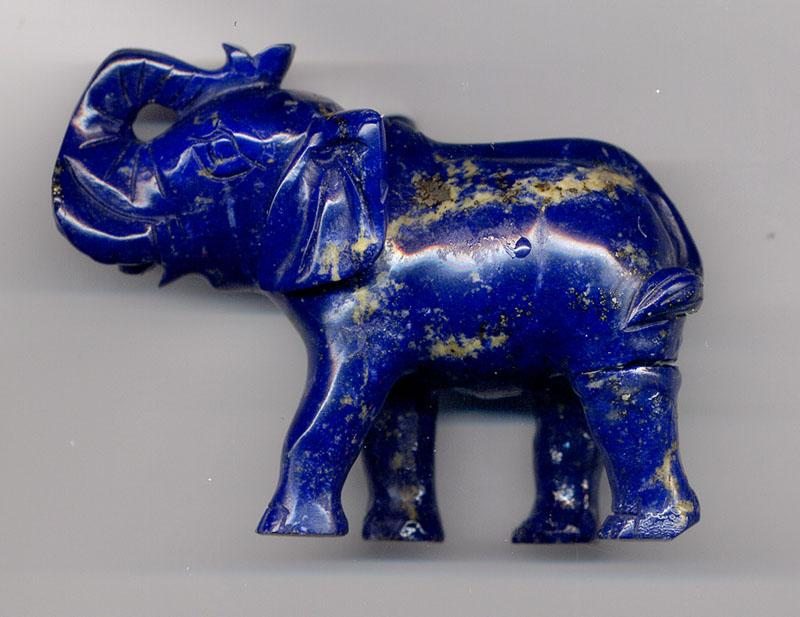
Voi khắc từ lapis lazuli chất lượng cao có lẫn pyrit màu vàng, Đế quốc Mogul. (chiều dài: 8 cm)